# کوله‌خاسیان
کوله‌خاسیان (نام علمی: Nolinoideae) نام یک زیرخانواده از تیره مارچوبگان است.